# Jane McDonald
Jane Anne McDonald (Wakefield, 4 aprile 1963) è una cantante e conduttrice televisiva britannica.

## Biografia
Jane McDonald è salita alla ribalta a fine anni 90 partecipando alle serie documentario The Cruise. Nel 1998, il suo album di debutto eponimo ha trascorso tre settimane in vetta alla Official Albums Chart ed è stato certificato disco di platino nel Regno Unito. Nei decenni successivi gli album Inspiration, Jane e Cruising with Jane McDonald, pubblicati rispettivamente nel 2000, 2008 e 2018, si sono tutti piazzati nella top ten della classifica britannica.
Dal 2004 al 2010 e successivamente fino al 2014 McDonald ha fatto fatte del cast del talk show di ITV Loose Women. Nell'estate 2013, sulla stessa rete, ha condotto Star Treatment e dal 2017 al 2021 ha presentato su Channel 5 Cruising with Jane McDonald, grazie al quale ha vinto un BAFTA Television Award nel 2018.

## Vita privata
Dal 1998 al 2003 è stata sposata con Henrik Brixen.

## Discografia

### Album in studio
- 1998 – Jane McDonald
- 2000 – Inspiration
- 2001 – Love at the Movies
- 2005 – You Belong to Me
- 2008 – Jane
- 2014 – The Singer of Your Song
- 2017 – Hold the Covers Back
- 2018 – Cruising with Jane McDonald
- 2020 – Cruising with Jane McDonald: Volume Two
- 2021 – Let the Light In

### Album dal vivo
- 2010 – Live at the London Palladium

### Raccolte
- 2003 – The Collection
- 2007 – Because You Loved Me
- 2010 – Just for You
- 2014 – Is It Love You're After
- 2014 – Remixed

### EP
- 2006 – From Me to You

### Singoli
- 1998 – Cruise Into Christmas Medley
- 1998 – You're My World
- 2000 – Ain't No Mountain High Enough
- 2001 – The Hand That Leads Me
- 2001 – Winner
- 2008 – Doctors Orders
- 2010 – It's Getting Better
- 2014 – The Singer Of Your Song
- 2016 – Dance Yourself Dizzy